# Jin Sun-Yu
Jin Sun-Yu (진선유), južnokorejska hitrostna drsalka na kratke proge, * 17. december 1988, Seul, Južna Koreja.
Osvojila je zlato medaljo na 1500 m in srebrno na 1000 m na 2005. svetovnem prvenstvu in je končala kot zmagovalka v skupnem seštevku. V skupnem seštevku je zmagala tudi v sezoni 2005/06.
Na Zimskih olimpijskih igrah 2006 je osvojila 3 zlate medalje, in sicer na 1000 m in 1500 m posamično in na 3000 m štafetno. Postala je prva korejska športnica, ki je (v manj kot pol urah) osvojila 3 zlate medalje na eni olimpiadi.